# リュウキュウアオヘビ
リュウキュウアオヘビ（琉球青蛇、Cyclophiops semicarinatus）は、有鱗目ナミヘビ科アオヘビ属に分類されるヘビ。生息地では、オーナジャー（尾が長い）（Ownnajah, Ohnajah）という別名を持つ。

## 分布
日本（奄美群島、沖縄諸島、小宝島、宝島）固有種。

## 形態

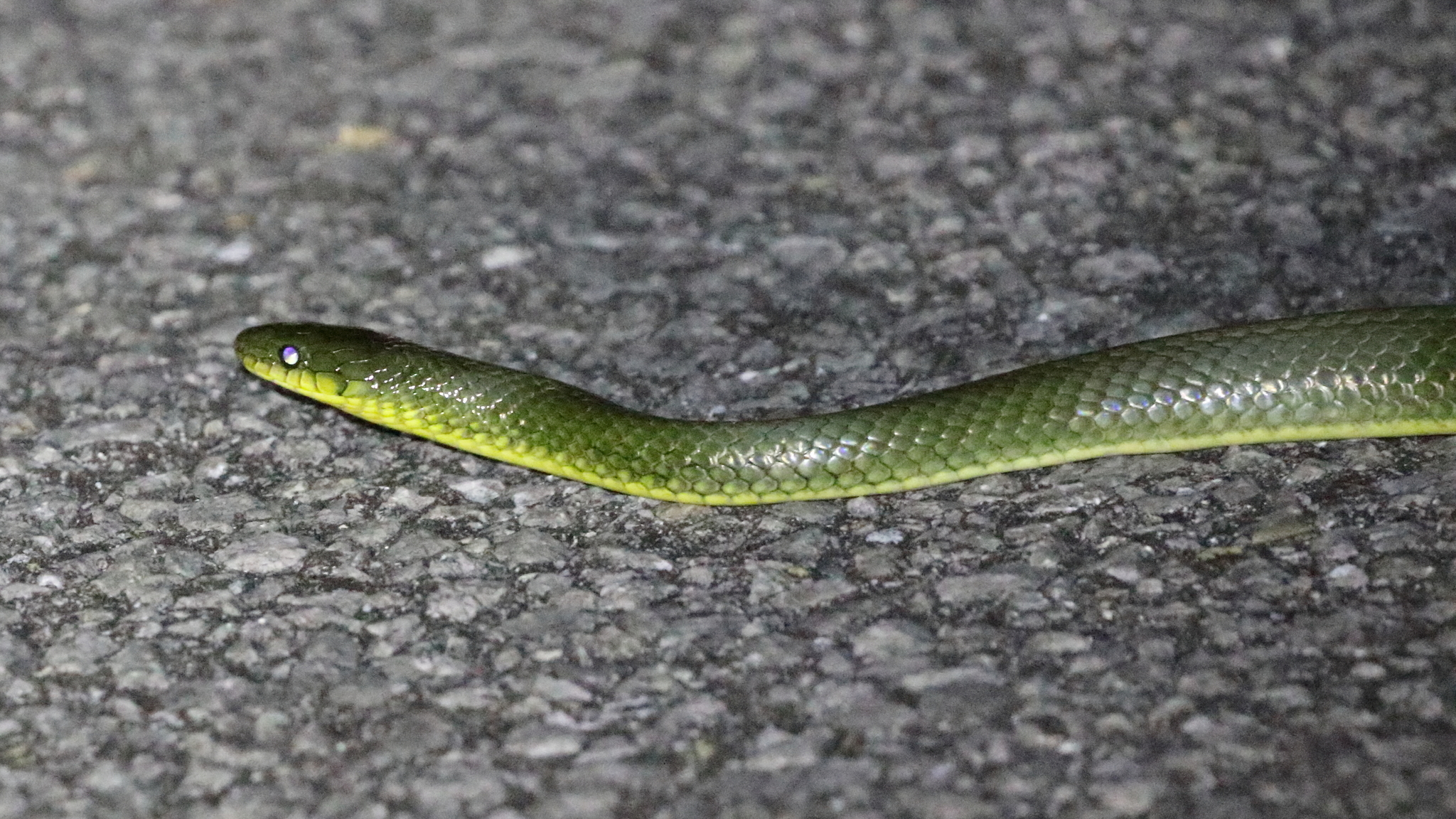
頭部
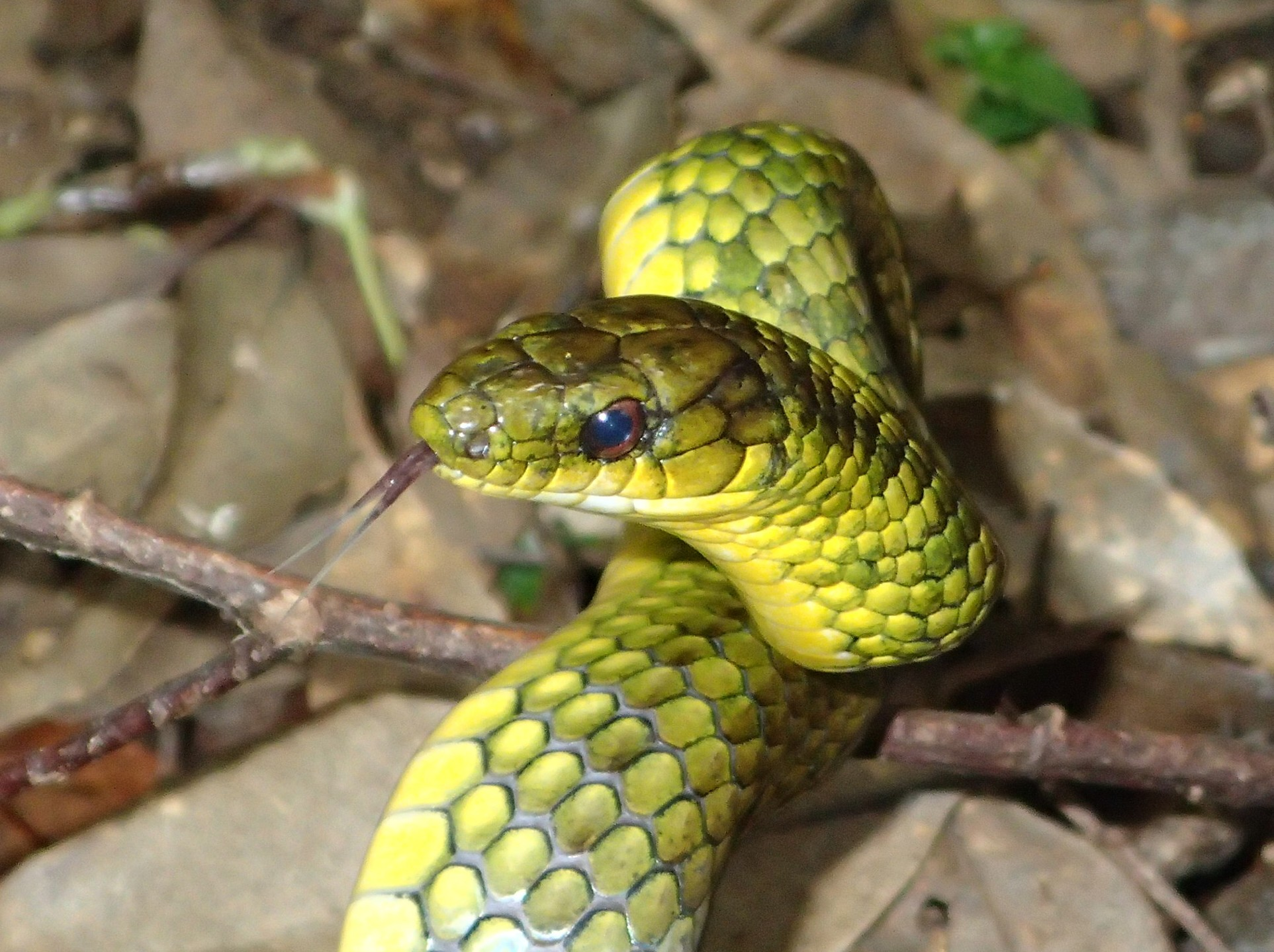
顔のアップ
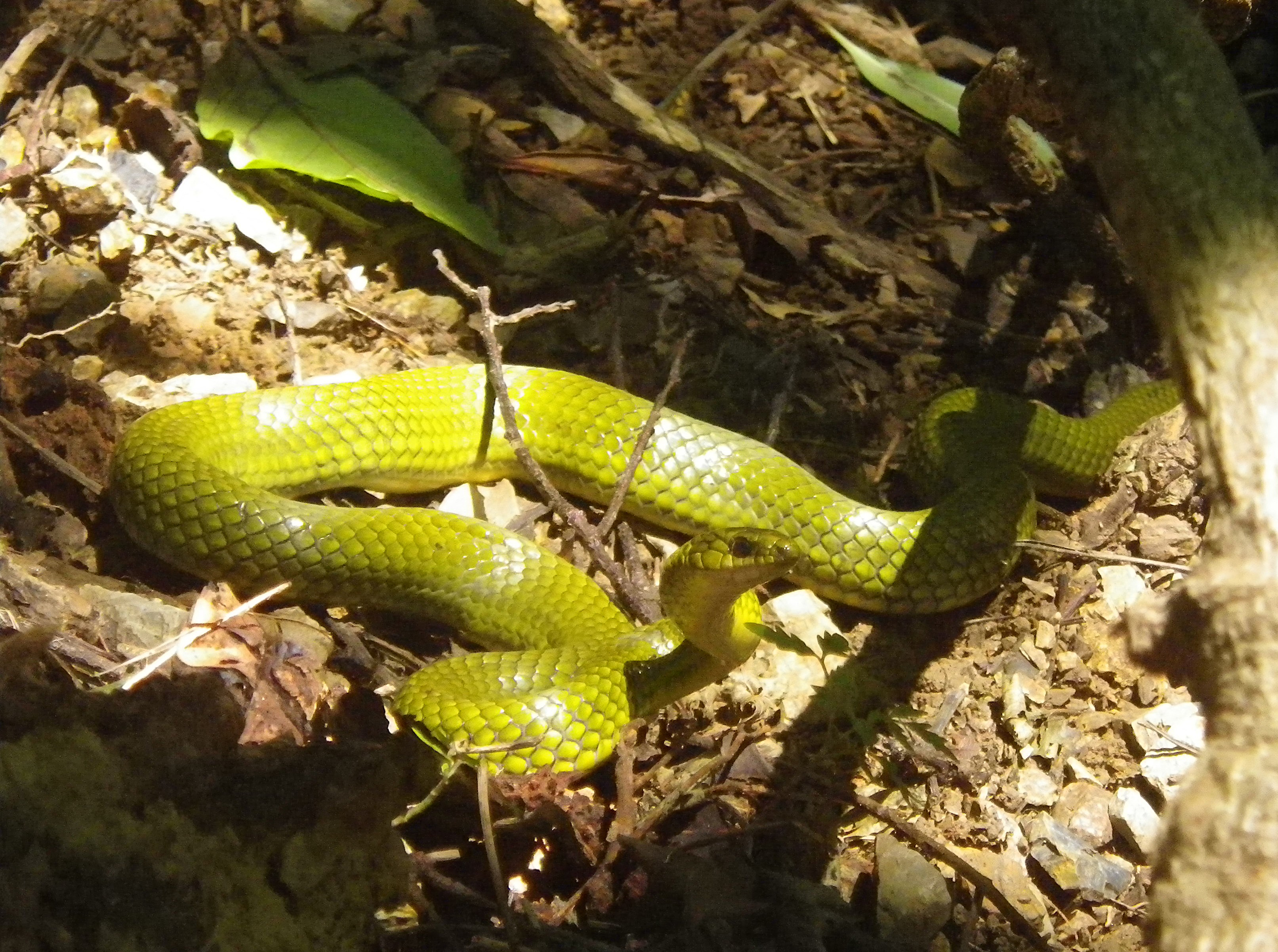
色彩変異 黄緑色の個体

全長60-95 cm。全身はあまり発達しない隆起（キール）のある鱗で覆われる。胴体中央部の斜めに列になった背面の鱗の数（体列鱗数）は15。体色は黄緑色や緑褐色で4本の黒い不鮮明な縦縞が入るが、体色は個体変異が大きく、茶褐色を呈する個体、縦条が見られない個体もいる。腹面の鱗（腹板）は黄白色で模様は入らない。幼蛇は褐色で、背面に斑紋が入る。

## 生態

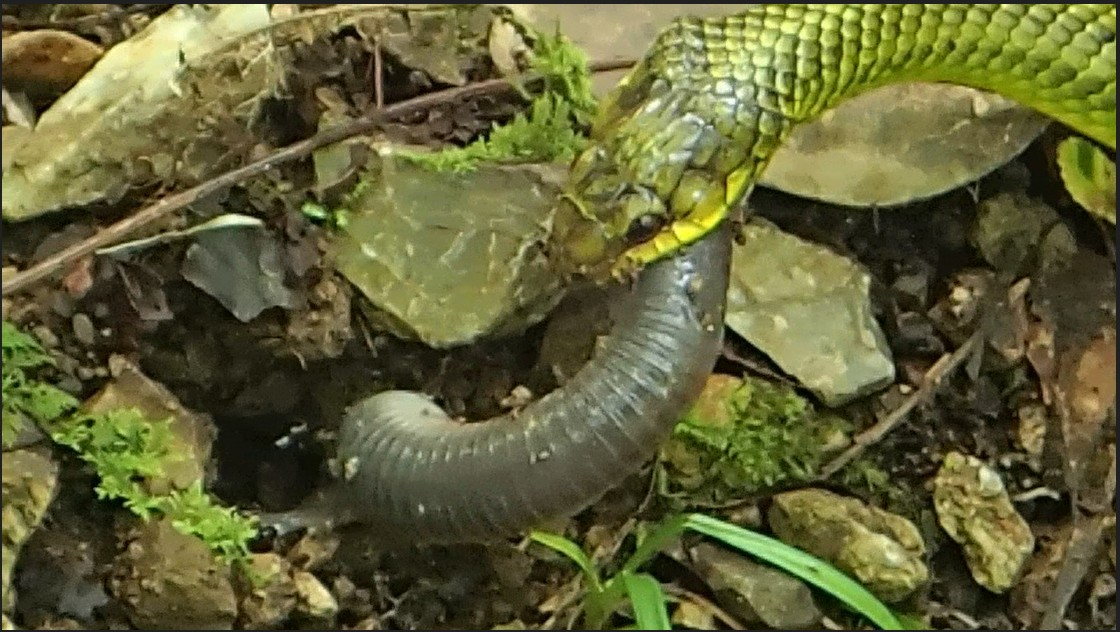
ミミズを捕食（動画より）

平地から山地にかけての森林や水辺などに生息する。昼行性だが、夜間に活動することもある。危険を感じると頸部をS字状にもたげ威嚇する。
食性は動物食で、主にミミズを食べるが、カエルも食べる。
繁殖形態は卵生で、7月に1回に3 - 11個の卵を産む。